# Ambasada Gwatemali przy Stolicy Apostolskiej
Ambasada Gwatemali przy Stolicy Apostolskiej – misja dyplomatyczna Republiki Gwatemali przy Stolicy Apostolskiej. Ambasada mieści się w Rzymie, w pobliżu Watykanu.
Ambasador Gwatemali przy Stolicy Apostolskiej akredytowany jest również w Republice Greckiej, Republice Malty oraz przy Zakonie Maltańskim.

## Historia
Gwatemala nawiązały stosunki dyplomatyczne ze Stolicą Apostolską 11 marca 1936.